# Haluvalli, Chikmagalur
Haluvalli là một làng thuộc tehsil Chikmagalur, huyện Chikmagalur, bang Karnataka, Ấn Độ.